# Kiely Williams
Kiely Alexis Williams (Alexandria, 9 luglio 1986) è una cantante e attrice statunitense, nota per aver cantato nel gruppo 3LW con Adrienne Bailon e Naturi Naughton e per aver fatto parte del gruppo The Cheetah Girls.

## Biografia
Kiley è nota come membro del gruppo 3LW in cui ha contribuito a due album. Recitò anche nel film Una canzone per le Cheetah Girls con la collega del 3LW Adrienne Bailon, Sabrina Bryan e Raven-Symoné. La pellicola ebbe tanto successo che Kiely, Adrienne e Sabrina Bryan crearono un vero gruppo, The Cheetah Girls. Nel 2005 esce il loro album Cheetah-licious Christmas. Sono andate in tour per promuovere l'album e simultaneamente anche il film. Dopo che uscì il film della film Disney per la televisione, The Cheetah Girls 2, le ragazze fanno un altro tour per promuovere la colonna sonora, The Party's Just Begun. Durante il tour le ragazze hanno affermato di voler registrare un nuovo album nell'estate 2007. Il titolo dell'album non è stato ancora confermato. Neanche una canzone. Le ragazze filmeranno The Cheetah Girls 3 in India. Il film dovrebbe uscire in America nel 2007 o 2008.Adrienne, Sabrina e Kiely sono apparse assieme a Chris Brown in una puntata (terza stagione) del telefilm  Zack e Cody al Grand Hotel nella puntata Fuga dalla Suite 2330
Kiely è un'esperta di acuti sin da quando era piccola. Quando aveva appena cinque anni è comparsa in un programma TV prodotto da Robert De Niro e da Lawrence Fishburne.
Prima che Jessica Benson facesse parte del gruppo 3lw il suo posto era occupato da Naturi Naughton.

## Discografia

### Singoli
- 2012:Princess
- 2010:Spetacular
- 2009:Make me a Drink
- 2008:Circle Game

## Filmografia

### Cinema
- La coniglietta di casa (The House Bunny), regia di Fred Wolf (2008)
- Elle-L'ultima Cenerentola  (Elle: A Modern Cinderella Tale), regia  di John e Sean Dunson (2010)
- Stepping 2 - La strada del successo (Stomp the Yard: Homecoming) (2010)
- Holla II, regia di H.M. Coakley (2013)

### Televisione
- Una canzone per le Cheetah Girls (The Cheetah Girls), regia di Oz Scott – film TV (2003)
- Cheetah Girls 2 (The Cheetah Girls 2), regia di Kenny Ortega – film TV (2006)
- The Cheetah Girls: One World, regia di Paul Hoen – film TV (2008)

## Doppiatrici italiane
Nelle versioni in italiano delle opere in cui ha recitato, Adrienne Bailon è stata doppiata da:
- Monica Bertolotti in Una canzone per le Cheetah Girls, Cheetah Girls 2, The Cheetah Girls: One World
- Letizia Ciampa ne La Coniglietta di casa